# Resident Evil: Vendetta
Resident Evil: Vendetta, conocido en Japón como Biohazard Vendetta ( バイオハザードヴェンデッタBaiohazādo FO vu ~ endetta), es una película japonesa de animación en 3D, perteneciente al género de terror. Estrenada el 27 de mayo de 2017 en Japón y el 19 de junio en Ameríca del Norte, es parte de la franquicia Resident Evil, está establecida en el mismo universo que los videojuegos asociados (a diferencia de las películas de acción protagonizadas por Milla Jovovich). La película cuenta con los personajes Leon S. Kennedy, Chris Redfield y Rebecca Chambers (quien regresa después de una larga ausencia de la saga). Es la tercera película por animación CGI, después de Resident Evil: Degeneration lanzada en 2008, que fue seguida por Resident Evil: Damnation en 2012, además esta película es la tercera con el personaje de León como personaje principal. La película está producida por la empresa Marza animation Planet junto con la Editorial KADOKAWA, con guion de Makoto Fukami y está dirigida por Takanori Tsujimoto.

## Argumento
Un año después de los sucesos ocurridos en Resident Evil 6, un nuevo terrorista, Glenn Arias, utiliza los horrores desarrollados por las compañías anteriores para crear un nuevo virus, (virus-A) que permite convertir a sus víctimas en feroces zombis, capaces de distinguir entre enemigos y aliados. Chris Redfield, va tras el terrorista con intención de rescatar a la agente Cathy de la BSAA y Zack, el hijo de esta, pero la misión resulta ser una sangrienta trampa orquestada por Glenn, de la que solo Chris sobrevive a duras penas. 
Tras 4 meses desde la misión, Glenn vuelve a aparecer orquestando una serie de ataques biológicos, con objetivo de ejecutar una venganza. Chris, para dar caza al villano, pide ayuda a la doctora Rebecca Chambers, (quien también fuera su compañera dentro del escuadrón S.T.A.R.S.), experta en virología y creadora de la vacuna del virus-A, también acuden al experimentado agente Leon S. Kennedy. Juntos, tratarán de detener a Glenn Arias y sus planes de destrucción.

## Reparto
- Matthew Mercer como Leon S. Kennedy.
- Kevin Dorman como Chris Redfield.
- Erin Cahill como Rebecca Chambers.
- Kari Wahlgren como Nadia.
- Arif S. Kinchen como D.C.
- Arnie Pantoja como Damian.
- John DeMita como Glenn Arias.
- Cristina Vee como María Gómez.
- Fred Tatasciore como Diego Gómez.

## Doblaje
| Personaje        | Norteamérica    | España               |
| ---------------- | --------------- | -------------------- |
| Leon S. Kennedy  | Matthew Mercer  | Andrés Acuña         |
| Chris Redfield   | Kevin Dorman    | Felipe Garrido       |
| Rebecca Chambers | Erin Cahill     | Ana Isabel Rodríguez |
| Nadia            | Kari Wahlgren   | Marta Argota         |
| D.C.             | Arif S. Kinchen | Dave Rogers          |
| Damian           | Arnie Pantoja   | José María Larrú     |
| Glenn Arias      | John DeMita     | Richard del Olmo     |
| María Gómez      | Cristina Vee    | Marta Górriz         |
| Diego Gómez      | Fred Tatasciore | Simon Sanchez        |

## Recepción
La película obtuvo mayoritariamente críticas positivas tanto del público como de la crítica especializada.

## Secuela
En 2020 se anunció la secuela de Resident Evil Vendetta titulada Resident Evil: Oscuridad Infinita.